# Божидар Глоговац
Божидар М. Глоговац (Дубровник, 1939 — Београд, 2019) био је српски песник.
Рођен је 1939. године у Дубровнику, где је с родитељима живео две године. По доласку усташа на власт, 1941. године, породица се спашава одласком у Херцеговину. Детињство је провео у селу Моско крај Требиња. Основну школу завршио је у Љубомиру, гимназију у Требињу, а студије филозофије у Београду.
Радни век је провео у НИС Југопетролу, а са шездесет година, подстакнут Дучићевом поезијом, почео је да пише песме. Гостовао је у Торонту 2009. године.
У браку са супругом Смиљаном има два сина и кћерку, као и унучад. У Београду је живео од 1961. године.
Умро је 21. октобра 2019. године у Београду.